# George Baird

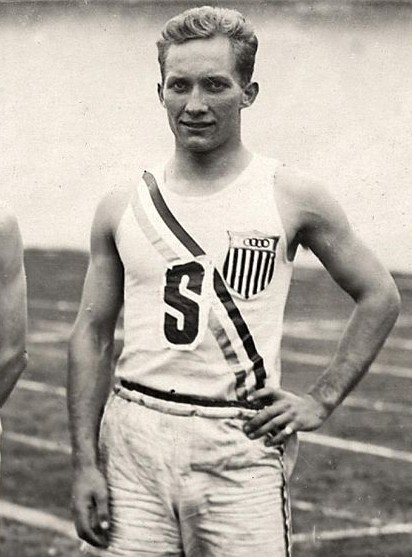
George Baird 1928

 George Hetzel Baird  (* 5. März 1907 in Grand Island, Nebraska; † 4. September 2004 in Rhinebeck, New York) war ein US-amerikanischer Sprinter und Olympiasieger, der in den späten 1920er Jahren im 400-Meter-Lauf erfolgreich war. Er startete für die University of Iowa.
Baird lief 1928 als Mitglied der US-amerikanischen Mannschaft zwei Weltrekorde in der 4-mal-400-Meter-Staffel:
- am 5. August bei den Olympischen Spielen in Amsterdam: Gold in 3:14,2 min (Team: Baird, Emerson Spencer, Fred Alderman und Ray Barbuti) vor Deutschland (Silber in 3:14,8 min) und Kanada (Bronze in 3:15,4 min). Obwohl Baird die Olympiaausscheidungen in 48,8 s gewonnen hatte, ging er in den Einzelrennen nicht an den Start.
- 11. August 1928 in London: 3:13,4 min (Team: Baird, Hürdenspezialist Morgan Taylor, Barbuti und Spencer)

Nach Beendigung seiner Laufbahn trat George Baird zusammen mit seinem Bruder Bill als Puppenspieler auf. Später wurde er Dozent für Pädagogik an der New York University. 